# Смерть скупца (картина Босха)
«Смерть скупца» — картина нидерландского художника Иеронима Босха.
Сильно вытянутый вертикальный формат и диагональное построение композиции придают картине сходство с алтарной створкой. По размеру она совпадает с составленными вместе «Кораблём дураков» и «Аллегорией чревоугодия и любострастия», так что вполне могла быть наружной стороной другой, парной к ним створки. Все эти картины по контрасту дополняют друг друга — с изощрённой изобретательностью в них раскрыта тема человеческой греховности, позволяя «реконструировать» сюжет некогда объединявшего их триптиха как «Семь смертных грехов».
На картине изображена узкая и высокая спальня, в открытую дверь которой уже заглядывает Смерть. Ангел-хранитель, поддерживая умирающего, пытается обратить его взор к распятию в оконной нише, однако человек всецело занят помыслами о тех материальных богатствах, с которыми ему сейчас суждено будет расстаться. Одной рукой он машинально тянется к мешку с золотом, который протягивает ему высунувшийся из-под полога бес. Другой бес с едва обозначенными крыльями облокотился на барьер с переброшенной через него красной мантией и прислонённым к нему рыцарским мечом — то и другое должно указывать на власть и высокое положение, которые также теряет человек, уходя в мир иной. Композиция картины служит своеобразной иллюстрацией к популярной в XV в. богословской книге «Ars moriendi» («Искусство умирать»), многократно переиздававшейся в Нидерландах и Германии. В этом маленьком «руководстве» описываются искушения, которыми одолевает умирающего легион бесов, собирающийся у смертного одра, и то, как его ангел-хранитель всякий раз дарует ему утешение и силы противостоять им. В книге победу одерживает ангел — торжествуя, он-то и возносит душу на Небеса, тогда как дьявольская рать в бессильной злобе завывает внизу. На картине Босха исход этой битвы ещё далеко не предрешён.

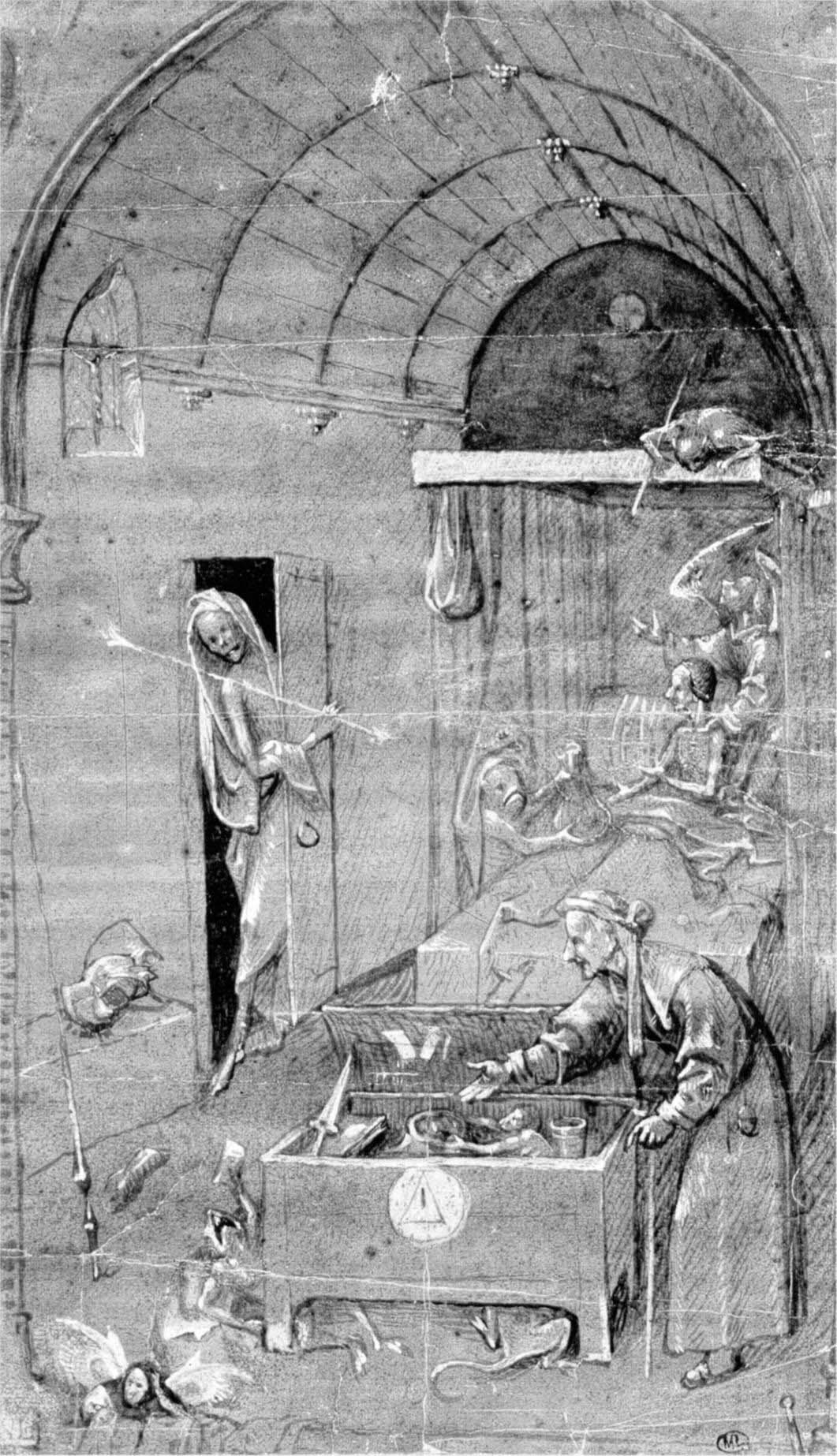
Смерть скупца. 1500. 25,6 х 14,9 см. Кабинет рисунков. Лувр. Париж

Сцена смерти отодвинута на задний план, а ближе к зрителю изображён ещё один скупец преклонного возраста: опуская правой рукой монеты в денежный сундук, он в левой, опирающейся на клюку, сжимает чётки. Соседство эпизодов, обычно изображавшихся отдельно, вероятно призвано акцентировать для зрителя вопрос о выборе жизненного пути. Недаром в сундуке и под ним копошатся дьявольские монстры.
В Лувре хранится рисунок Босха с таким же названием и почти полностью повторяющий композицию картины. Это законченное произведение вряд ли было эскизом к картине, скорее оно появилось при её переводе в гравюру. Изменение формата отразилось на компоновке атрибутов переднего плана — рыцарские доспехи переместились вправо.